# 古都村
古都村（こずそん）は、岡山県上道郡にあった村。現在の岡山市東区の一部にあたる。

## 地理
北の滝ノ口山山系と南の芥子山山系に挟まれた地域に位置していた。
- 山岳：山王山[2]

## 歴史
- 1889年（明治22年）6月1日、町村制の施行により、上道郡南方村、藤井村、鉄村、宿村、宍甘村が合併して村制施行し、古都村が発足[1][2]。旧村名を継承した南方、藤井、鉄、宿、宍甘の5大字を編成[2]。役場を大字藤井に設置[2]。
- 1892年（明治25年）水害で大きな被害を受けた[2]。
- 1893年（明治26年）水害で大きな被害を受けた[2]。
- 1898年（明治31年）字地蔵を赤坂郡西高月村に編入[2]。
- 1926年（大正15年）役場を大字宿に移転[2]。
- 1934年（昭和9年）水害で大きな被害を受けた[2]。
- 1953年（昭和28年）2月1日、上道郡西大寺町・可知村・光政村・津田村・九蟠村・金田村、邑久郡豊村・太伯村・幸島村・邑久町（一部）と合併し、市制施行し西大寺市を新設して廃止された[1][2]。

### 地名の由来
中世以来、居都荘の中心に位置していたことから。

## 産業
- 農業、果樹[2]

## 交通

### 県道
- 福田西大寺停車場線[2]
- 光明谷岡山線[2]
- 野々口西大寺停車場線[2]

## 教育
- 古都小学校（大字宿、現岡山市立古都小学校）が所在[2]。1909年（明治42年）高等科を設置[2]。1914年（大正3年）附設古都実業補習学校並附設女学校を開設[2]。1943年（昭和18年）保育園を小学校に併設[2]。